# Metoda L-curve

Przykładowa graficzna reprezentacja metody L-curve. Liczby na wykresie przedstawiają wybrane wartości parametru regularyzacyjnego.

Metoda L-curve – sposób wyznaczania optymalnej wartości parametrów regularyzacyjnych (np. parametru {\displaystyle \lambda } w regularyzacji Tichonowa) poprzez graficzne przedstawienie na wykresie logarytmiczno-logarytmicznym normy z rozwiązania zregularyzowanego (zwyczajowo na osi y) w funkcji normy reszt (zwyczajowo na osi x). Jest to wygodne narzędzie do porównania rozmiaru rozwiązania zregularyzowanego i jego dopasowania do danych wraz ze zmianą parametru regularyzacyjnego.